# Nickritz
Nickritz ist ein Ortsteil der sächsischen Stadt Riesa im Landkreis Meißen.

## Geografie
Das Dorf liegt fünf Kilometer südwestlich von Riesa, westlich von Nickritz liegt Oelsitz und südlich liegen die Orte Böhlen und Gostewitz und südwestlich Jahnishausen, welches über die Kreisstraße K8561 erreicht werden kann. Nordöstlich von Nickritz liegen die Orte Mergendorf und Poppitz, östlich liegen Leutewitz, Göhlis und Schänitz und südöstlich von Nickritz liegt Heyda. Der Ort wurde im 19. Jahrhundert als Sackgassendorf mit Gewannflur bezeichnet. Nickritz zieht sich von Südwesten nach Nordosten am erhöhten Rand einer Talaue hin, wo sich Jahna und Keppritzbach vereinigen. Östlich von Nickritz verläuft der Jahnatal-Radwanderweg.

## Geschichte
In Nickritz wurde 1206 ein Herrensitz erwähnt, gleichzeitig die erste Erwähnung von Nickritz im Namen des Adeligen Besitzers Hildebrandus de Nicracis. Der Name war mehrmaligen Änderungen unterzogen, so wurde der Ort im Jahr 1334 Nycracz, Nickracz genannt, 1350 Nykras, 1378 Nycras, Nykraz, 1445 Nigraschitz, Nigkras, 1466 Nickericz, 1529 Nickaritz, 1547 Nyckeritz  und Nickritz im Jahr 1667.
Das Dorf wurde 1334 von der Supanie Raußlitz und dem Amt Meißen verwaltet, 1350 sitam in advocacia Myszne. 1378 gehört das Dorf zum Castrum Meißen und wurde 1547 vom Erbamt Meißen verwaltet, ebenso 1764 und 1816. Ursprünglich gehörte Nickritz zum Rittergut Seerhausen, ab 1500 hatte das Rittergut Jahnishausen grundherrliche Rechte. Die oberen und niederen Gerichte lagen 1350 bei den Herren von Eilenburg. 1547 lag das Obergericht beim Amt Lommatzsch, später Meißen. Das Niedergericht lag bei den jeweiligen Erbherren. 1548 war Kilian Schwartze Richter, Paul Winkler und Jorge Weiße waren Schöppen. 1688 wohnten im Ort 15 Grundbesitzer, davon 11 Bauern und 4 Dreschgärtner.
Am 1. Oktober 1206 trat Hildebrandus de Nicracis als Zeuge in Dörschnitz auf, 1350 ist Nickritz Markgräfliches Lehen, die Herren von Eilenburg hatten Dorf und alle Gerichte. 1378 zinste Nickritz dem Markgrafen und auch das Domkapitel in Meißen hatte Einkünfte im Ort. 1529 zahlte Nickritz noch an die Präbende Pesterwitz Getreidezinsen. 1450 kam das Dorf wahrscheinlich an die von Schleinitz auf Seerhausen, nach 1500 an die von Schleinitz auf Jahnishausen. Kirchlich war Nickritz 1547 und 1555 nach Pausitz gepfarrt. 1930–2001 gehörte Nickritz zur Kirchgemeinde Riesa-Pausitz. Im Jahr 1925 waren 569 Einwohner von Nickritz evangelisch-lutherisch, 1 Einwohner war katholisch und 24 Einwohner gehörten anderen Konfessionen an.
Im Jahr 1820 wurden einige Gebäude genannt, die dem Rittergut gehörten, so das Herrschaftliche Jagdhaus, ein Weinberghaus mit Presse und ein Gemeindehirtenhaus. Vier Häusleranwesen wurden auf Bauernland gebaut und zwei auf ehemaligem Gemeindeland von insgesamt sechzehn Häusleranwesen. Durch die Sächsische Landgemeindeordnung von 1838 erhielt das Dorf Eigenständigkeit als Landgemeinde.
Ab 1843 wurde Nickritz vom Amt Meißen verwaltet, 1856 vom Gerichtsamt Riesa und ab 1875 von der Amtshauptmannschaft Großenhain. Nach dem Ersten Weltkrieg begann ein wirtschaftlicher Aufschwung in Riesa, für den Arbeitskräfte benötigt wurden, die natürlich Wohnraum benötigten. So siedelten sich am ehemaligen Weinberg einige Einwohner an, die vor allem in Riesaer Fabriken arbeiteten. In Baulücken der bäuerlich geprägten Dorfstraße wurden neue Häuser gebaut, ebenfalls in Baulücken der Durchgangsstraße. Das neue Nickritz erstreckte sich nach dem Tempelberg hinaus. 1941 wurde die Freiwillige Feuerwehr Nickritz gegründet, die jetzt als eine von sechs Stadtteilwehren von Riesa fungiert.

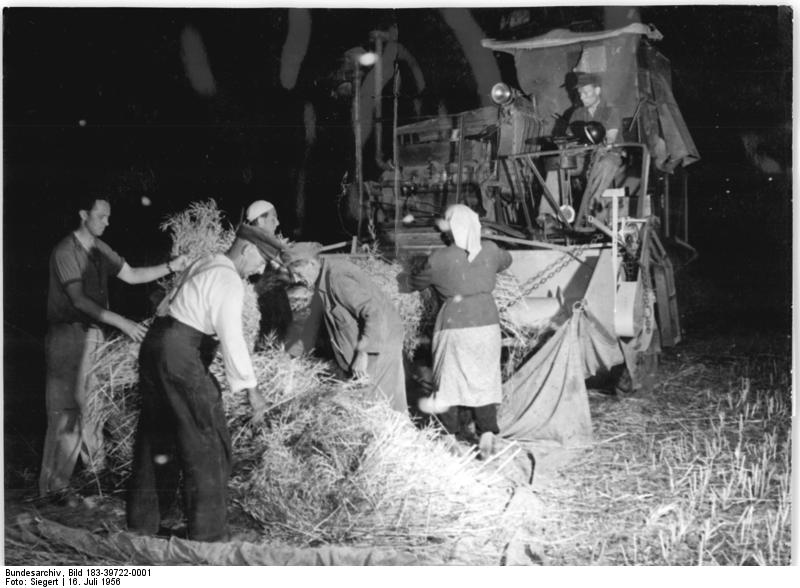
Bundesarchiv Nickritz Nachtarbeit Dreschen

Sachsen kam nach dem Zweiten Weltkrieg in die Sowjetische Besatzungszone und später zur DDR. Nach den Gebietsreform 1952 wurde Nickritz dem Kreis Riesa im Bezirk Dresden zugeordnet. Das bäuerliche Leben in Nickritz wurde nun nach dem Prinzip der Landwirtschaft in der DDR ausgerichtet. Einige Bauern schlossen sich der LPG Nickritz-Ölsitz an. Die LPG Nickritz-Ölsitz führte den Nockendrusch von Raps auch nachts durch. Um den Körnerverlust zu verringern, wurde vor dementsprechend hergerichteten Mähdrescher der MTS Nünchritz ein Segeltuch ausgelegt (siehe Foto). Dies diente der Steigerung der Ernteausbeute, um die Bürger ausreichend mit Brot zu versorgen. 1958 gründeten einige Bauern die LPG Frohe Zukunft, die zunächst eine LPG Typ I war, die später zu Typ III wurde. Die Nutzfläche mit einer Größe von 172 Hektar wurde einige Jahre später von der KAP Riesa-Göhlis bewirtschaftet.
Eine weitere Ortserweiterung erfolgte an der Riesaer Straße, wo auch eine Kläranlage im Jahr 1972 erbaut wurde.
Nach der Deutschen Wiedervereinigung kam Nickritz zum wieder gegründeten Freistaat Sachsen. Die folgenden Gebietsreformen in Sachsen ordneten den Stadtteil 1994 dem Landkreis Riesa-Großenhain und 2008 dem Landkreis Meißen zu. Am 1. März 1994 wurde Nickritz nach Riesa eingemeindet. Neunickritz hatte 2009 168 Einwohner. Vor allem in den 1990er-Jahren entstanden an der Straße am Weinberg und der Gostewitzer Straße Einfamilienhäuser. Am 31. Dezember 2007 wurde die Bahnstrecke Riesa–Nossen offiziell stillgelegt. Da die geplante Entwidmung abgelehnt und die Strecke 2008 von der Nossen-Riesaer Eisenbahn-Compagnie übernommen wurde, müssen zwei bereits abgerissene Brücken neuerrichtet werden. Auf der Strecke verkehren aktuell nur noch Güterzüge.

### Bevölkerungsentwicklung
| Jahr | Einwohner.                                             |
| ---- | ------------------------------------------------------ |
| 1547 | 12 besessene Mann, 1 Gärtner, 20 Inwohner, 13¾ Hufen   |
| 1551 | 12 besessene Mann, 1 Gärtner, 20 Inwohner, 13¾ Hufen   |
| 1764 | 15 besessene Mann, 7 Häusler, 13¾ Hufen je 10 Scheffel |
| 1834 | 253                                                    |
| 1871 | 286                                                    |
| 1890 | 296                                                    |
| 1910 | 489                                                    |
| 1925 | 594                                                    |

| Jahr | Einwohner |
| ---- | --------- |
| 1933 | 581       |
| 1939 | 639       |
| 1946 | 710       |
| 1950 | 1138      |
| 1964 | 886       |
| 1971 | 849       |
| 1990 | 626       |
| 1994 | → Riesa   |

## Kultur und Sehenswürdigkeiten

### Bauwerke
- ehemaliges Bahnhofsgebäude

Das Empfangsgebäude des Bahnhofs Nickritz wurde 1878 eröffnet und war Empfangsbahnhof für die Sächsische Königsfamilie, die das Schloss Jahnishausen längere Zeit besaß. Der Bahnhof war auch im Besitz der Königsfamilie und hat eine verkehrsgeschichtliche und regionalgeschichtliche Bedeutung. Er besteht aus zwei Flügelbauten mit zwei Geschossen im Schweizerstil, dazwischen Aufenthaltshalle offen zum Bahnsteig und offener Dachstuhl, einige Fenster alt, zur Zeit Gerüstaufbau, Rundbogenfenster mit Sandsteinsohlbänken und -gewänden, Sandsteinplatten unter den Fenstern, Innen: Türen im Innern, Dielen.
- Stallgebäude eines ehemaligen Dreiseithofes

Der Hof liegt an der Dorfstraße 10 und das Stallgebäude hat ein Fachwerk-Obergeschoss mit Lehmausfachung. Der Stall ist ein 1830 gebauter langgestreckter, giebelständiger Baukörper in straßenbildprägender Lage im alten Ortskern, und baugeschichtlich von Bedeutung. Die Scheune und das Wohnhaus hatten ursprünglich auch ein Fachwerk-Obergeschoss, das 1977 noch existierte. Das Erdgeschoss besteht aus Bruchsteinmauerwerk mit Sandsteingewänden. Die Scheune ist abgebrochen und das Wohnhaus ist aktuell kein Denkmal.
- Brücke über den Keppritzbach

Die um 1890 errichtete Brücke ist eine Sandsteinquader-Bogenbrücke, die baugeschichtlich von Bedeutung ist. Sie befindet sich hinter dem Grundstück Dorfstraße 16. Die Brücke wird als Straßenbrücke genutzt und hat eine neue Aufmauerung.

### Vereine
In Nickritz gibt es inzwischen mehrere Vereine.
- Nickritzer Sport- und Freizeitverein e. V.

2006 wurde der Verein gegründet, welcher seinen Sitz in der ehemaligen Gaststätte hat. Die Sportgruppe hat hier einen eigenen Raum.
Der Verein baute unter 350 Stunden freiwilliger Mitarbeit der Mitglieder ein Volleyballfeld, für das die Vereinsmitglieder 2000 Euro selbst aufbrachten, 900 Euro gab die Stadt Riesa für Pfosten- und Netzanlage dazu. Im Mai 2009 konnte die Sportanlage eingeweiht werden. Auf dem Platz findet jährlich das Dorffest und das Halloween- und Neujahrsfeuer statt.
- Verein Nickritz 1206 e. V.

Der Verein wurde in Vorbereitung zur 800-Jahr-Feier gegründet. Er organisiert jetzt zum Beispiel Veranstaltungen zum Frauentag und betreut die Feuerflöhe, eine Nachwuchsgruppe für die Nickritzer Feuerwehr.
- Freiwillige Feuerwehr Nickritz

Die Freiwillige Feuerwehr wurde 1941 gegründet, die jetzt als eine von 6 Stadtteilwehren von Riesa fungiert. Sie hat einen Raum in der früheren Gaststätte und heutigem Gemeindehaus. 2010 wurde ein neues Feuerwehrhaus für die Freiwillige Feuerwehr rechts neben dem Gemeindehaus erbaut. Die Feuerwehr hat an Technik ein TSF (Tragkraftspritzenfahrzeug) von Mercedes-Benz Baujahr 2011.